# Supercúmul del Lleó

Imatge del Telescopi espacial Hubble del clúster Abell 1185, el més brillant de la constel·lació.

El Supercúmul del Lleó és un supercúmul a l'hemisferi celestial nord que s'estén a través de les constel·lacions de l'Ossa Major i de Lleó. Cobreix una àrea aproximadament 130 megapàrsecs molt de temps per 60 megapàrsecs ample. El redshifts dels cúmuls de galàxies membres oscil·len entre 0,032 i 0,043. El clúster més brillant del sistema és Abell 1185.